# Grimm (4.ª temporada)
A quarta temporada da série de televisão Grimm foi renovada oficialmente pela NBC e anunciada no dia 19 de março de 2014. A trama segue com a história de Nick Burkhardt, um descendente da linhagem dos Grimms, que enquanto é um policial, tenta não expor o seu segredo de ser um Grimm.  A série é baseada nos Contos de Grimm, dos Irmãos Grimm, e foi criada por David Greenwalt, Jim Kouf e Stephen Carpenter´.
A série é exibida no Brasil pela Universal Channel e em Portugal pela Syfy.

## Enredo
O enredo da quarta temporada da série continua com a história de Nick Burkhardt, um detetive de homicídios que tem sua vida transformada ao descobrir que é descendente de uma sociedade secreta, conhecida como Grimm. Sua missão, assim como a de seus antepassados, é manter o equilíbrio entre a vida real e a mitologia. Entretanto, essa "vida dupla" oferece alguns perigos ao detetive e seus entes mais próximos, em especial sua noiva, Juliette, e seu parceiro de trabalho, Hank, que agora já sabem da existência dos wesens e também quem é Nick.

## Elenco

### Principal
- David Giuntoli como Nick Burkhardt
- Bitsie Tulloch como Juliette Silverton
- Russell Hornsby como Hank Griffin
- Silas Weir Mitchell como Monroe
- Sasha Roiz como Capitão Sean Renard
- Reggie Lee como Sargento Wu
- Bree Turner como Rosalee Calvert
- Claire Coffee como Adalind Schade

### Recorrente
- Alexis Denisof como Príncipe Viktor
- Jacqueline Toboni como Teresa “Trubel” Rubel

## Episódios
| N. | Título original (Título em Português)                        | Diretor(es)          | Escritor(es)                  | Estreia                 | Audiência em milhões (EUA) |
| --- | ------------------------------------------------------------ | -------------------- | ----------------------------- | ----------------------- | -------------------------- |
| 1 | "Thanks For the Memories (Obrigado Pelas Memórias)"          | Norberto Barba       | David Greenwalt e Jim Kouf    | 24 de outubro de 2014   | 5,39                       |
| Após os eventos ocorridos no casamento de Monroe (Silas Weir Mitchell) e Rosalee (Bree Turner), Nick (David Giuntoli) é confrontado com a perda de sua identidade como um Grimm, e junto de Hank (Russell Hornsby) e Juliette (Bitsie Tulloch) tenta lidar com Encrenca (atriz convidada Jacqueline Toboni), que enfrenta as consequências de um crime cometido. Enquanto isso, Wu (Reggie Lee) enfrenta as descobertas trazidas à tona na cena de um crime, fazendo-o relembrar sobre um recente trauma com o sobrenatural. Uma nova ameaça chega em Portland, roubando as lembranças de suas vítimas e deixando-as em estado de demência. Por fim, a vida do Capitão Renard (Sasha Roiz) está na balança, e Adalind (Claire Coffee) cai na armadilha armada pelo príncipe Viktor (ator convidado Alexis Denisof). Citação de Abertura: “Conhecimento é Poder.” (Expressão latina, baseada no Livro dos Provérbios: 24,5) |                                                              |                      |                               |                         |                            |
| 2 | "Octopus Head (Cabeça de Polvo)"                             | Terrence O'Hara      | David Greenwalt e Jim Kouf    | 31 de outubro de 2014   | 4,55                       |
| Nick e Hank focam suas atenções em uma série de ataques nos quais as vítimas são deixadas sem suas memórias, o que faz com que Nick pondere se deve ou não recuperar suas habilidades como um Grimm. Encrenca acaba de juntando à investigação, o que a coloca em risco. Em Viena, Adalind está sendo mantida prisioneira e percebe que está mais conectada do que nunca com Nick. Ao mesmo tempo, Renard continua sua luta pela vida e é ajudado por uma visitante misteriosa. Citação de Abertura: “A real posse de um homem é a sua memória. Em nada ele é mais rico, em nada ele é mais pobre.” (Citações e Provérbios de Alexander Smith) |                                                              |                      |                               |                         |                            |
| 3 | "Last Fight (Última Luta)"                                   | Paul Kaufman         | Thomas Ian Griffith           | 7 de novembro de 2014   | 4,94                       |
| Após Nick vivenciar uma visão bizarra e perturbadora, ele e Hank investigam um caso que os leva para o mundo do boxe. Enquanto isso, Encrenca fica sob o olhar atento da agente Chavez antes de seguir para a arena a fim de ajudar no caso. Já Monroe e Rosalee recebem uma ajuda inesperada para descobrir como restaurar as habilidades de Nick. Para completar, Adalind se depara com um visitante misterioso em sua cela. Citação de Abertura: “Estrelas, escondam o seu brilho; não permitam que a luz veja meus profundos e obscuros desejos.” (Macbeth) |                                                              |                      |                               |                         |                            |
| 4 | "Dyin' on a Prayer (Morrer Em Uma Oração)"                   | Tawnia McKiernan     | Sean Calder                   | 14 de novembro de 2014  | 4,98                       |
| Nick e Hank são chamados para uma cena criminal pouco usual, na qual a vítima parece ter morrido por asfixia induzida por argila. Na delegacia, Wu começa a suspeitar ainda mais da presença de Encreca. Já na loja de especiarias, Elizabeth faz uma grande descoberta a respeito de como restaurar os poderes de Nick, ao mesmo tempo em que Rosalee e Monroe precisam lidar com as consequências de seu casamento wesen inter-racial. Na Europa, Adalind espera colocar suas esperanças em seu misterioso visitante para ajudá-la a escapar da prisão. Citação de Abertura: “Lembra-te de que me formaste como o barro; agora me farás voltar ao pó?” (Jó 10:9) |                                                              |                      |                               |                         |                            |
| 5 | "Cry Luison (Chora, Luison)"                                 | Eric Laneuville      | Michael Golamco               | 21 de novembro de 2014  | TBA                        |
| Nick e Hank seguem para uma cena criminal na qual a suspeita jura que foi levada à loucura por um lobo bastante persistente. Ao mesmo tempo, Nick e Juliette questionam se recuperar os poderes Grimm valem a pena, já que iriam abrir mão de uma vida normal. Mais tarde, Bud espera que Trubel possa ajudar a lidar com um problema relacionado a wesen. Já a discussão do casamento inter-racial de Rosalee e Monroe começa a esquentar. Na Áustria, Adalind continua sua busca pela filha. Citação de Abertura: “Ninguém acredita num mentiroso, mesmo quando ele diz a verdade.” (O Pastor Mentiroso e o Lobo - Fábula de Esopo) |                                                              |                      |                               |                         |                            |
| 6 | "Highway of Tears (Rodovia de Lágrimas)"                     | Alan DiFiore         | John Behring                  | 28 de novembro de 2014  | TBA                        |
| A justificativa para Nick se tornar um Grimm novamente se torna muito mais clara após o recente ataque contra Monroe e Rosalee. No trabalho, Nick e Hank são chamados para um local que parece ter sido palco de um ritual wesen. Em Viena, Viktor se depara com uma Adalind em frangalhos, agora disposta a ajudar na busca do bebê. Para completar, Trubel é surpreendida com a chegada repentina de um velho amigo. Citação de Abertura: “Não há misericórdia em ti. Tu cortas as cabeças de homens e mulheres e as usa em teu pescoço, como um colar.” (Deusa Kali, assassina de demônios) |                                                              |                      |                               |                         |                            |
| 7 | "The Grimm Who Stole Christmas (O Grimm Que Roubou o Natal)" | John Gray            | Dan E. Fesman                 | 5 de dezembro de 2014   | TBA                        |
| Nick e Hank são chamados a investigar uma onda de invasões bizarras que levam a um fenômeno ainda mais estranho envolvendo wesens que são duendes de Natal, chamados em grego: kallikantzaros. Monroe tem uma surpresa muito especial de Natal para Rosalee. Encrenca chega a uma conclusão em sua vida, a qual afetará todo mundo. Citação de Abertura: “Só tenho de engolir isto e passar o resto dos meus dias a ser perseguido por uma legião de duendes, todos eles produto da minha criação. Um ultraje, eu lhes digo, um ultraje.” (Um Conto de Natal) |                                                              |                      |                               |                         |                            |
| 8 | "Chupacabra (Chupa-cabra)"                                   | Aaron Lipstadt       | Brenna Kouf                   | 12 de dezembro de 2014  | TBA                        |
| Um viajante desavisado traz para Portland um criptido sugador de sangue, o lendário Chupa-cabra. Wu confronta Nick sobre o que ele viu no livro, em sua casa, referente ao folclore filipino do Aswang. Nick sente-se encorajado a dizer-lhe a verdade. Monroe e Rosalee se preparam para embarcar em sua lua de mel, quando surgem novas ameaças a respeito de seu casamento. Nick e Hank investigam um rastro macabro deixado para trás por um sugador de sangue desconhecido. Citação de Abertura: “Cuide de sua família, nunca a perca de vista. Cuide de seu sangue, pois o Chupa-cabra tem fome.” (Folclore de países do continente americano) |                                                              |                      |                               |                         |                            |
| 9 | "Wesenrein (Criatura Puro Sangue)"                           | Hanelle M. Culpepper | Thomas Ian Griffith           | 16 de janeiro de 2015   | TBA                        |
| Com Monroe raptado pelo Secundum Naturae Ordinem Wesen (conhecido por Wesenrein) por causa de seu casamento misto wesen com Rosalee, Nick e Hank recrutam Wu para ajudá-los depois de revelar a ele o mundo wesen. A tentativa de Juliette para lidar com sua transformação em uma Hexenbiest é colocada de lado enquanto tenta acalmar a angústia de Rosalee. Citação de Abertura: “Ele os tinha levado perante o tribunal e uma decisão foi proferida.” |                                                              |                      |                               |                         |                            |
| 10 | "Tribunal (Tribunal)"                                        | Peter Werner         | David Greenwalt e Jim Kouf    | 23 de janeiro de 2015   | TBA                        |
| Após o rapto de Monroe pela Weserein, ele será julgado pelo Tribunal Wesenrein, o tempo está acabando antes da morte inevitável. Hank prepara Wu para começar a lidar com wesen; Nick e Hank ensinam Wu a entender a transformação wesen, o que lhe permite enfrentar o diretor Jesse Acker, que é secretamente parte do Wesenrein, mas sem indícios não há como ligá-lo ao grupo. Juliette e Rosalee vasculham a lista de convidados do casamento com a ajuda de Bud para encontrar alguém que os teria exposto para o Wesenrein, e encontram Susanne, a irmã do oficial Acker, corretora de imóveis, que elas usam contra Acker para resgatar Monroe da execução e descobrem que Monroe está em Oxcow Park. Citação de Abertura: “Que o Deus da Vingança agora ceda Seu lugar para punir os ímpios.” |                                                              |                      |                               |                         |                            |
| 11 | "Death Do Us Part (Morte Faz Parte de Nós)"                  | Constantine Makris   | Jeff Miller                   | 30 de janeiro de 2015   | TBA                        |
| Monroe e Rosalee finalmente seguem para embarcar em sua lua de mel, mas isso não significa que o problema não esteja ocorrendo um pouco em Portland. Nick, Hank e Wu investigam um homicídio chocante de um caçador de fantasmas em uma residência abandonada. Os moradores acham que o fantasma que assombra tenha relação com o homicídio. Revelação surpreendente de Juliette a amigo da família de longa data do Capitão Renard de seu passado com uma mulher mística chamada Henrietta (Garcelle Beauvais) para procurar a assistência de uma orientação com alguém que seja um Grimm. Nick, Hank e Wu investigam um wesen, que eletrifica, chamado Matança Zumbido em uma casa mal-assombrada. Citação de Abertura: “Agora ele sentiu que simplesmente não estava próximo dela, mas que não sabia onde ele terminava e ela começava.” |                                                              |                      |                               |                         |                            |
| 12 | "Maréchaussée (Marechalato)"                                 | Eric Laneuville      | David Greenwalt e Jim Kouf    | 6 de fevereiro de 2015  | TBA                        |
| Nick e Hank investigam os assassinatos de Laszlo e Mabel Kurlon, falsos videntes. Laszlo é um wesen Ferret chamado de Fado. Os assassinatos envolvem o Conselho Wesen que levam Nick e Hank a um caçador de recompensas wesen misterioso chamado Jonathon Wilde (Arnold Vosloo) a partir de Archer City, Texas, que está trabalhando em nome do Conselho Wesen. Wilde é um wesen Manticore. A tertúlia de Juliette com Henrietta (Garcelle Beauvis) traz resultados com notícias perturbadoras, mais do que ela estava esperando. Viktor e Adalind se dirigem da Áustria a Portland para descobrir o paradeiro da bebê Diana. Citação de Abertura: “Todos veem o que você parece ser. Mas poucos sabem o que você realmente é .” |                                                              |                      |                               |                         |                            |
| 13 | "Trial by Fire (Prova de Fogo)"                              | Norberto Barba       | Sean Calder                   | 13 de fevereiro de 2015 | TBA                        |
| No meio de uma investigação de um incêndio criminoso que envolve um wesen incendiário chamado excandesco (Fênix na forma de wesen), Nick é forçado a pedir ajuda e assistência a um velho inimigo, o investigador de incêndios criminosos Lieutenant Peter Orson (Daniel Roebuck). Viktor ensina a Adalind a prática de uma boa diplomacia. Juliette briga com Adalind e Nick descobre que Juliette é uma poderosa hexenbiest. Juliette confirma a Nick a transformação sofrida. Citação de Abertura: “E a glória, assim como a Fênix, ressurge das cinzas, exala seus odores, suas chamas e, sucumbe com um último suspiro.” |                                                              |                      |                               |                         |                            |
| 14 | "Bad Luck (Azar)"                                            | Terrence O'Hara      | Thomas Ian Griffith           | 20 de março de 2015     | TBA                        |
| Depois de Nick descobre que Juliette se tornou um Hexenbiest, ele visita Henrietta, que diz que não há cura e que Nick deve ou matar Juliette ou aceitar seu novo status. Ele não pode lidar com a mudança porém, pode se separar de Juliette. Enquanto isso, Nick, Hank e Wu investigar o assassinato de um adolescente chamado Peter cujo pé foi cortado por Leporem Ventor (raposa negra wesen). Eles descobrem que a vítima era um Willahara (coelho wesen), cujo pé foi extirpado quando ele se transformava para que pudesse ser utilizado por um casal para melhorar a sua fertilidade. Monroe e Rosalee vão disfarçados para uma clínica de fertilidade wesen para encontrar o assassino. Adalind atende Renard, que diz que sabe da mudança de Juliette e que ele a mandou para Henrietta para saber mais. Adalind paga a Henrietta uma visita para entender a extensão dos poderes de Juliette, mas descobre que está grávida de Nick. Citação de Abertura: “Ninguém é tão supersticioso como o homem sem fé”, em A Cabana do Pai Tomás. |                                                              |                      |                               |                         |                            |
| 15 | "Double Date (Encontro de casais)"                           | Karen Gaviola        | Brenna Kouf                   | 27 de março de 2015     | TBA                        |
| Nick e Hank investigam a cena de um crime no meio de um triângulo amoroso bizarro que envolve um verme wesen chamado huntha Lami muuaji. Capitão Renard busca a ajuda de Monroe e Rosalee para estancar o sangramento imaginário quando foi baleado por Weston Steward. Adalind pede um favor que pode mudar o curso da relação de Juliette com Nick. Juliette enfrenta uma difícil decisão sobre seu futuro com Nick. Citação de Abertura: “Alguém poderia chamar aquela forma de mulher ou de homem, mas não parecia nenhum nem outro, mas o dois.” |                                                              |                      |                               |                         |                            |
| 16 | "Heartbreaker (Desolador)"                                   | Rob Bailey           | Dan E. Fesman                 | 3 de abril de 2015      | TBA                        |
| Nick e Hank investigam o homicídio de um ciclista e eles encontram um wesen com um fim trágico do conto do príncipe sapo. Quando um novo membro da família real aparece em Portland, Capitão Renard e Adalind percebem que a família real tem intensificado seus esforços para encontrar Diane. Juliette enfrenta o dilema de ter se transformado numa Hexenbiest e procura se conhecer melhor. Citação de Abertura: “Que bobagens fala este sapo! Ele … não pode ser companheiro de um ser humano.” |                                                              |                      |                               |                         |                            |
| 17 | "Hibernaculum (Residência de inverno)"                       | John Behring         | Michael Golamco               | 10 de abril de 2015     | TBA                        |
| Nick, Hank e Wu investigam uma série de assassinatos de resfriamento de raras vítimas wesen que são congeladas para hibernação. Juliette perde sua humanidade. Ela procura Adalind e se vinga. Capitão Renard ainda está sofrendo um sangramento imaginário e com visões misteriosoas. Monroe trabalha voltado para o que virá após o incidente wesenrein. Citação de Abertura: “Ah! Estava mais frio do que o gelo; ela penetrou o seu próprio coração.” |                                                              |                      |                               |                         |                            |
| 18 | "Mishipeshu (A grande pantera d'água)"                       | Omar Madha           | Alan DiFiore                  | 17 de abril de 2015     | TBA                        |
| Nick e Hank investigam um homicídio no caminho escuro e misterioso de uma missão americana nativa local, o poder de um Mishipeshu (grande pantera d'água) vem à vida. O comportamento de Juliette em uma viagem sinaliza que terá problemas com a lei. Monroe e Rosalee procuram ajudar Nick a resolver o problema de Juliette. Hank é vítima de espírito de um nativo americano com os olhos amarelos. Citação de Abertura: “O Espírito que você procurar na água será apenas um reflexo de si mesmo.” |                                                              |                      |                               |                         |                            |
| 19 | "Iron Hans (João de Aço)"                                    | Sebastián Silva      | David Greenwalt e Jim Kouf    | 24 de abril de 2015     | TBA                        |
| Nick e Hank são levados a investigar um homicídio que eles descobrem estar conectado a um antigo rito milenar wesen fúnebre denominado João de Aço. Enquanto isso, Juliette surpreendentemente encontra um novo aliado, o príncipe Kenneth. Em outro lugar, o Capitão Renard continua a combater uma escuridão interior e Nick encontra esperança para Juliette na última pessoa que ele esperava: Adalind, a qual está grávida de Nick. Juliette ateia fogo no reboque de tia Marie. Citação de Abertura: “Ele havia matado o homem, a caça mais nobre de todas, e ele tinha matado baseado na lei da matilha e da presa.” |                                                              |                      |                               |                         |                            |
| 20 | "You Don't Know Jack (Você Não Conhece Jack)"                | Terrence O'Hara      | Sean Calder e Michael Golamco | 1º de maio de 2015      | TBA                        |
| Por causa de uma série de homicídios, a imprensa tem perguntado ao Capitão Renard se um imitador de "Jack, o estripador" chegou em Portland. Além de lidar com a investigação, Nick, Hank, Monroe e Wu estão em uma situação nunca esperada. Enquanto isso, Adalind e Rosalee trabalham juntas em uma última tentativa para corrigir a condição de Juliette. Em outros lugares, Juliette decide ajudar seu novo aliado, mesmo que isso signifique ferir aqueles a seu redor. Citação de Abertura: “Pegue-me quando puder…” |                                                              |                      |                               |                         |                            |
| 21 | "Headache (Dor de Cabeça)"                                   | Jim Kouf             | David Greenwalt e Jim Kouf    | 8 de maio de 2015       | TBA                        |
| Nick e Hank investigam um terrível homicídio e chegam mais perto de descobrir a identidade de um cruel assassino em série, enquanto a vida de Wu corre grande perigo. Monroe e Rosalee se recusam a ajudar Juliette pois esta não quer. Eles ajudam a curar o Capitão Renard de seus sangramentos. Enquanto isso, Juliette consolida sua aliança com Kenneth na medida que ela planeja uma vingança. Para isso oferece a mãe de Nick à família real. Em outro lugar, Encrenca sai da Filadélfia e retorna a Portland para a surpresa de todos. Citação de Abertura: “Mais forte do que o amor é o ódio do amante. Incuráveis, cada uma das humilhações que elas provocam.” |                                                              |                      |                               |                         |                            |
| 22 | "Cry Havoc (Chorar a Matança)"                               | Norberto Barba       | Thomas Ian Griffith           | 15 de maio de 2015      | TBA                        |
| Após a descoberta chocante da morte de sua mãe, Nick se vingará e declarará guerra contra a família real; conta com a ajuda de Encrenca. Enquanto isso, a aliança de Juliette continua a levá-la para um caminho sombrio. Citação de Abertura: “Ó, de agora em diante, meus pensamentos sejam só sangrentos; ou não sejam nada!.” citação de Hamlet, da obra de William Shakespeare. |                                                              |                      |                               |                         |                            |